# Gran Turismo PSP
Gran Turismo PSP bygger på spelet Gran Turismo 4 men är anpassad och avsedd att användas med PlayStation Portable, spelet släpptes 1 oktober 2009. I slutet av 2009 hade Gran Turismo PSP sålt över 1,8 miljoner upplagor och tar därför plats nummer 6 i listan över mest sålda spel till PSP. Spelet innehåller 833 bilar och 75 banor.

## Utveckling
Ryktena kring ett Gran Turismo-spel till PSP började redan vid Playstation Portable:s lansering. Det skulle vara en portning av Gran Turismo 4, enligt ett uttalande från Kazunori Yamauchi, utvecklarna Polyphony Digital:s VD från augusti 2004. Vid E3 2009 visades det så kallade Gran Turismo PSP för första gången upp med sina 800 bilar och 35 banor. Spelet skulle lanseras 1 oktober 2009, samtidigt med PSP Go, som annonserades på samma mässa.

## Mottagande
| Mottagande      | Mottagande      |
| Recensionsbetyg | Recensionsbetyg |
| Publikation     | Betyg           |
| --------------- | --------------- |
| Level 7         | 7/10            |
| Gamereactor     | 5/10            |

Gran Turismo PSP mottags svagt från recensenterna. Spelet fick ett betyg på 74/100 i genomsnitt hos Metacritic. Det kritiserades bland annat för spelets avsaknad av karriärläge och uppgraderingar till bilarna.